# Ubier (schip, 1914)
Het stoomschip Ubier van 2.889 ton was een Belgisch vrachtschip dat gebouwd werd door Wm. Gray & Co. Ltd., West Hartlepool, Yard No. 838, O.N. 146323 met triple expansie stoom machine 9.5 Kn 97,6 x 14,2 m. Opgeleverd: mei 1914. Het was twee jaar in dienst bij de Antwerp Zeevaartmaatschappij vooraleer die werd opgenomen in de Lloyd Royal Belge-Antwerp (later de CMB).

## Geschiedenis
Deze rederij was het resultaat van de samensmelting van verschillende Belgische maatschappijen. De Ubier was een van de cargoschepen die de voedseltransporten vanuit de Verenigde Staten naar het toenmalige neutrale Nederland en naar Rotterdam brachten. Aan de oorlogvoerenden werd er kenbaar gemaakt door de tekst op de flanken "Belgian Relief". Vanuit Rotterdam werd het voedsel met binnenvaartschepen naar België vervoerd.
De Duitsers lieten deze binnenschepen met de voedselladingen oogluikend toe in Antwerpen, dat toen door hen bezet was. Alleen achter het IJzerfront was het stukje België nog in Belgische militaire handen. Daar kwam de bevoorrading via De Panne en Noord-Frankrijk, vooral in Le Havre toe.
Deze cargo's waren de typische zwarte schepen met een rechte voorsteven en een spiegelgat, waarvan er in die periode zeer veel ervan zijn gemaakt. Aan de opbouw te zien waren deze schepen gemakkelijk en snel geconstrueerd, net zoals de latere liberty-schepen. Ze had twee ondereen liggende open commandobruggen, twee masten met vier laadbomen en een korte opbouw. Zoals ook in die periode hadden de vrachtschepen lange smalle en hoge zwarte schoorstenen met een smalle gekleurde band rondom de schoorsteen ter herkenning van een compagnie, rederij of landkleur. De beide ankers hingen kort tegen de voorsteven. De Ubier overleefde de Eerste Wereldoorlog.
Het werd in 1923 gekocht door de Clydesdale Navigation Co, Glasgow en vernoemd tot Blairadam. In 1936 door E. Nylund, Mariehamn, die het Yrsa noemde. In 1961 gesloopt.